# Lonicera hispida
Lonicera hispida är en kaprifolväxtart som beskrevs av Pall., Johann Jakob Roemer och Schult. Lonicera hispida ingår i släktet tryar, och familjen kaprifolväxter.

## Underarter
Arten delas in i följande underarter:
- L. h. bracteata
- L. h. hirsutior
- L. h. setosa